# Estádio Municipal de São Luiz do Anauá
Estádio Municipal de São Luiz do Anauá – stadion piłkarski w São Luiz do Anauá, Roraima, Brazylia, na którym swoje mecze rozgrywa klub Associação Esportiva Real.